# 제리 마이너
제리 마이너(Jerry Minor, 1969년 10월 4일 ~ )는 미국의 배우, 텔레비전 배우, 각본가이다.
멤피스에서 태어났다.

## 방송
- 카풀러스
- 럭키 루이

## 영화
- 썸원 매리 배리 (2014년) - 택시 운전사 역
- 워크 오브 셰임 (2014년)
- 퍼니 오어 다이 프레즌트 (2009년)
- 퍼니 피플 (2009년)
- 알러뷰 맨 (2009년)
- 드릴빗 테일러 (2008년)
- 워크 하드: 듀이 콕스 스토리 (2007년)
- 카풀러스 (2007년)
- 비어 리그 (2006년)
- 렛츠 고 투 프리슨 (2006년)
- 럭키 루이 (2006년)
- 마스크 2 - 마스크의 아들 (2005년)
- 준벅 (2005년)
- 세터데이 나잇 라이브: 더 베스트 오브 윌 페럴 - 볼륨 2 (2004년)
- 아워 타임 이즈 업 (2004년)
- 앵커맨 (2004년)
- 지미 키멜 라이브! (2003년) - 게스트 역
- 어레스티드 디벨롭먼트 (2003년)
- 블레어 윗치 패러디 (2000년)